# Debelace
Debelace (lat. debellatio, porážka či dobytí, z latinského bellum- válka) je pojem označující konec války důsledkem úplného zničení nepřátelského státu.
V některých případech je debelace zánikem a anexí území poraženého státu vítězem, například během třetí punské války zničením Kartága Římany ve druhém století před naším letopočtem.